# Élections territoriales néo-calédoniennes de 1979
 (août 2025).
Si vous disposez d'ouvrages ou d'articles de référence ou si vous connaissez des sites web de qualité traitant du thème abordé ici, merci de compléter l'article en donnant les références utiles à sa vérifiabilité et en les liant à la section « Notes et références ».
Les élections territoriales de 1979 eurent lieu le 1er juillet pour renouveler l'Assemblée territoriale de la Nouvelle-Calédonie, dont le mandat de cinq ans, précédemment renouvelé le 11 septembre 1977, a été écourté par la loi no 79-407 du 24 mai 1979 « modifiant les modes d'élection de l'assemblée territoriale et du conseil de gouvernement du territoire de la Nouvelle-Calédonie et dépendances et définissent les règles générales de l'aide technique et financière contractuelle de l'État ».

## Contexte
Alors que l'essentiel des années 1970 a été marqué par un fort éclatement du paysage politique (il y avait une vingtaine de formation en présence pour 35 sièges aux élections de 1977, onze avaient obtenu au moins un élu), celui-ci s'est profondément métamorphosé. Ce qui commençait à se faire sentir en 1977 s'est notamment confirmé, à savoir le passage d'un clivage « pro/anti-autonomie » à une opposition « pro/anti-indépendantisme ». 
Après avoir perdu son statut de première force politique du Territoire en 1977, l'Union calédonienne, jusque-là chantre de l'autonomie et d'une forme de centrisme démocrate-chrétien, se repositionne à gauche et en faveur de l'indépendance sous la conduite d'une nouvelle génération de cadres. Le pas est franchi au congrès de Bourail en mai 1977, où l'UC prend officiellement parti pour l'indépendance et Jean-Marie Tjibaou, qui en est élu vice-président, en devient le nouvel homme fort, le président (et député non inscrit) Rock Pidjot et le commissaire général Maurice Lenormand (ancien député de 1951 à 1964) ne gardant qu'une autorité morale de pure forme. Les autres membres de la nouvelle génération arrivent au poste clé : Pierre Declercq est secrétaire général, Éloi Machoro est son adjoint et François Burck entre également au bureau politique. L'Union progressiste multiraciale (scission en 1974 de l'Union multiraciale, lui-même créé par des mélanésiens dissidents de l'UC en 1971 et devenu en 1975 le Front uni de libération kanak après avoir opté à l'époque pour l'indépendance) fait de même avant la fin de l'année 1977 et change son nom en « Union progressiste en Mélanésie ». Enfin, le Parti socialiste calédonien (composé essentiellement d'Européens) connaît une scission importante sur cette question en 1978 : une majorité menée par Jacques Violette s'engage également pour l'indépendance, une minorité est emmenée par le chef historique du socialisme local Alain Bernut au sein du MSC qui se rapproche des anti-indépendantistes. Le 4 juin 1979, un Front indépendantiste, alliance électorale et politique, est formée par l'UC, le Parti de libération kanak (Palika, créé en juillet 1975 par les militants des deux premiers mouvements pro-indépendantistes, d'inspiration marxiste-léniniste : les Foulards rouges de Nidoïsh Naisseline et le Groupe 1878 d'Élie Poigoune), le FULK, le PSC et l'UPM. 
Les partisans du maintien dans la France se fédèrent de leur côté progressivement autour du Rassemblement pour la Calédonie (RPC, grand mouvement créé clairement pour faire barrage aux indépendantistes avant les élections de 1977, il est devenu lors de celles-ci le premier parti du Territoire) de Jacques Lafleur (élu député dans la nouvelle « circonscription Ouest » aux élections législatives de 1978) : ce dernier s'unit avec le Mouvement libéral calédonien (MLC, fondé en 1971 par des dissidents européens, ou « Caldoches », de l'UC, critiques de l'autorité de Maurice Lenormand et considérant que le « parti à la croix verte » allait alors trop loin dans sa revendication autonomiste), l'Union pour la renaissance de la Calédonie (URC, créé par Théophile Wakolo Pouyé, ancien membre de l'Union multiraciale qu'il a quitté après son choix pour l'indépendance et sa transformation en FULK), ETE (petit mouvement réunissant des représentants des différentes minorités hostiles à l'indépendance : Métropolitains, Polynésiens, Asiatiques) et la fédération locale du Rassemblement pour la République (RPR) métropolitain (fondé en 1978 par des dissidents momentanés du RPC emmenés par Dick Ukeiwé avec le soutien du maire de Nouméa Roger Laroque). S'affiliant dans le même temps au RPR, il transforme son nom le 21 juillet 1978 en Rassemblement pour la Calédonie dans la République (RPCR), nouveau grand mouvement de la droite anti-indépendantiste locale. 
S'ensuit toutefois une fronde interne de la part des éléments centristes et « giscardiens », tels l'URC et l'ETE qui reprennent vite leur indépendance, ou encore le sénateur Lionel Cherrier. Ils se retirent avec l'Union de Nouvelle-Calédonie (UNC, fondée en 1977 par le maire de Bourail Jean-Pierre Aïfa et d'autres membres de l'UC qui restent fermement autonomistes mais reprochent à ce dernier de s'orienter vers l'indépendantisme) et l'Union démocratique (UD, représentant de la droite gaulliste locale) de la coalition majoritaire qui avait été formée après les élections de 1977 autour du RPC devenu RPCR : une motion de censure contre le conseil de gouvernement Caillard est votée par l'Assemblée territoriale le 31 octobre 1978. Lors de l'élection du nouvel exécutif, sont avancées une liste Union pour la démocratie française (UDF) unissant URC et ETE et menée par Edwige Antier-Lagarde, et une liste « Une Nouvelle Société Calédonienne » fédérant l'UNC à l'UD et aux partisans de Lionel Cherrier. Si aucune des deux n'obtient d'élus, cela permet à l'UC de faire jeu égal au nouveau conseil de gouvernement avec le RPCR (3 membres chacun), tandis que le PSC gagne le septième poste qui sert de force d'appoint à l'UC. Maurice Lenormand est élu vice-président le 21 novembre 1978. Lionel Cherrier fonde en 1979 son propre parti, le Parti républicain calédonien (PRC), en échos au Parti républicain métropolitain, avant que ses différents petits mouvements (PRC, UNC, UD, mais aussi le Mouvement wallisien et futunien d'Epifano Tui ou Avenir jeune Calédonie de Willy Porcheron) ne s'unissent le 29 mai 1979 pour créer la Fédération pour une nouvelle société calédonienne (FNSC), qui se veut l'alternative centriste entre la gauche indépendantiste et la droite anti-indépendantiste.   
L'offre politique pour ces élections, provoquées par une réforme du mode de scrutin en date du 24 mai 1979, consiste donc en deux blocs principaux : le Front indépendantiste de gauche emmené par le maire de Hienghène et vice-président de l'UC Jean-Marie Tjibaou, contre le RPCR de droite anti-indépendantiste du député Jacques Lafleur, à quoi s'ajoute une troisième force, certes anti-indépendantiste mais plus centriste, la FNSC du maire de Bourail Jean-Pierre Aïfa et du sénateur Lionel Cherrier.

## Organisation du scrutin
La loi du 24 mai 1979 a modifié la loi du 10 décembre 1952 et ses précédents amendements des 26 juillet 1957 et 27 octobre 1966. Comme précédemment, ce scrutin a lieu au suffrage universel direct, pour un mandat de cinq ans à la proportionnelle de liste. Le nombre de sièges passe de 35 à 36, toujours répartis en quatre circonscriptions : 
- sud (Nouméa, Dumbéa, Mont-Dore, île des Pins, Yaté) : 17 sièges (au lieu de 16 depuis 1966, afin de répondre à la forte poussée démographique connue par le Grand Nouméa du fait de l'exode rural et de l'immigration en provenance de Métropole ou de Wallis-et-Futuna), 7 listes candidates (4 anti-indépendantistes, 2 indépendantistes, 1 neutre),
- ouest (Bélep, Poum, Ouégoa, Koumac, Kaala-Gomen, Voh, Koné, Pouembout, Poya, Bourail, Moindou, La Foa, Farino, Sarraméa, Boulouparis, Païta) : 7 sièges, 7 listes candidates (4 anti-indépendantistes, 2 indépendantistes, 1 neutre),
- est (Pouébo, Hienghène, Touho, Poindimié, Ponerihouen, Houaïlou, Canala, Thio) : 7 sièges, 4 listes candidates (2 anti-indépendantistes, 2 indépendantistes),
- îles Loyauté (Lifou, Maré, Ouvéa) : 5 sièges, 4 listes candidates (1 anti-indépendantiste, 3 indépendantistes).

Pour être élu, il suffit d'être citoyen français, de jouir de ses droits civiques, d'être inscrit sur les listes électorales et d'avoir au moins 21 ans. La loi de 1977 fixe un seuil électoral de 7,5 % des inscrits d'une circonscription pour qu'une liste obtienne au moins un élu, tandis que celles qui récoltent moins de 5 % des suffrages exprimés n'ont droit ni à la restitution du cautionnement versé ni au remboursement des dépenses de propagande prévues. Ces mesures sont prises afin de limiter l'éclatement de l'offre politique et donc l'instabilité.

## Résultats
- Inscrits : 68 279 (1 siège pour 1 897 électeurs en moyenne) :
  - Sud : 32 970 (1 siège pour 1 939 électeurs)
  - Ouest : 13 484 (1 siège pour 1 926 électeurs)
  - Est : 12 296 (1 siège pour 1 757 électeurs)
  - Îles : 9 529 (1 siège pour 1 906 électeurs)
- Votants : 50 524 (74 %)
  - Sud : 24 374 (73,93 %)
  - Ouest : 10 693 (79,3 %)
  - Est : 9 134 (74,28 %)
  - Îles : 6 323 (66,36 %)
- Blancs ou nuls : 442 (0,87 % des votants)
  - Sud : 260 (1,07 %)
  - Ouest : 84 (0,79 %)
  - Est : 79 (0,86 %)
  - Îles : 19 (0,3 %)
- Suffrages exprimés : 50 082 (99,13 % des votants)
  - Sud : 24 114 (98,93 %)
  - Ouest : 10 609 (99,21 %)
  - Est : 9 055 (99,14 %)
  - Îles : 6 304 (99,7 %)

- Anti-indépendantistes : 31 737 voix (63,37 %), 22 sièges :
  - Rassemblement pour la Calédonie dans la République (droite chiraquienne, mené par le député Jacques Lafleur et le maire de Nouméa Roger Laroque, soutenu par le Mouvement socialiste calédonien d'Alain Bernut) : 20 153 voix (40,24 %), 15 sièges
    - Sud : 12 084 voix (50,11 %), 10 élus (Roger Laroque, Jacques Lafleur, Jean Lèques, André Caillard, René de Saint-Quentin, Marie-Paule Serve, Petelo Manuofiua, Jacques Mouren, Max Frouin, Georges Faure)
    - Ouest : 3 248 voix (30,62 %), 2 élus (Justin Guillemard, Jean Delouvrier)
    - Est : 2 947 voix (32,55 %), 2 élus (Auguste Parawi-Reybas, Yves de Villelongue)
    - Îles : 1 874 (29,73 %), 1 élu (Dick Ukeiwé)

  - Fédération pour une nouvelle société calédonienne (centre autonomiste, menée par le maire de Bourail Jean-Pierre Aïfa et le sénateur Lionel Cherrier) : 8 925 voix (17,82 %), 7 sièges
    - Sud : 6 393 voix (26,51 %), 5 élus (Lionel Cherrier, Stanley Camerlynck, Gérald Meyer, Christian Boissery, Melito Finau)
    - Ouest : 2 532 voix (23,87 %), 2 élus (Jean-Pierre Aïfa, Gaston Morlet)

  - Fédération socialiste calédonienne (centre gauche anti-indépendantiste et autonomiste, mené par Claude Fournier et Évenor de Greslan) : 1 345 voix (2,69 %), aucun siège
    - Sud : 986 voix (4,09 %)
    - Ouest : 359 voix (3,38 %)

  - Rassemblement populaire calédonien et métropolitain (centre droit, fondé autour de Willy Némia, dissident du RPCR) : 1 020 voix (2,04 %), aucun siège
    - Sud : 569 voix (2,36 %)
    - Ouest : 184 voix (2,03 %)
    - Est : 267 (2,95 %)

  - Union pour la démocratie française Calédonie (centre droit se réclamant du parti métropolitain, menée par Laura Boula, première femme mélanésienne à conduire une liste lors d'élections territoriales, épouse du grand-chef de Lösi à Lifou Henri Boula, fille de l'ancien grand-chef de Guahma à Maré et élu territorial gaulliste Henri Naisseline et sœur du meneur du Palika Nidoïsh Naisseline) : 294 voix (0,59 %), aucun siège
    - Îles : 294 voix (4,66 %)
- Indépendantistes : 17 785 voix (35,51 %), 14 sièges :  
  - Front indépendantiste (gauche, UC, Palika, FULK, PSC, UPM, mené par le maire de Hienghène Jean-Marie Tjibaou et le député Rock Pidjot) : 17 241 voix (34,43 %), 14 sièges
    - Sud : 3 407 voix (14,13 %), 2 élus, dont :
      - 1 UC (Rock Pidjot)
      - 1 PSC (Jacques Violette)

    - Ouest : 4 091 voix (38,56 %), 3 élus, tous UC (Gabriel Païta, Maurice Lenormand, Paul Napoarea) dont :
    - Est : 5 681 voix (62,74 %), 5 élus, dont :
      - 3 UC (Jean-Marie Tjibaou, François Burck, Éloi Machoro)
      - 1 UPM (André Gopoea)
      - 1 Palika (Francis Poadouy)

    - Îles : 4 062 voix (64,44 %), 4 élus, dont : 
      - 2 UC (Yeiwéné Yeiwéné, Édouard Wapaé)
      - 1 FULK (Yann Céléné Uregeï)
      - 1 Palika (Nidoïsh Naisseline)

  - Rassemblement démocrate calédonien (centre gauche, formé en 1979 à partir du Front populaire calédonien lui-même créé en 1974 par des dissidents de l'Union multiraciale, mené par Charles Haudra) : 544 voix (1,09 %), aucun siège 
    - Sud : 211 voix (0,88 %)
    - Ouest : 99 voix (0,93 %)
    - Est : 160 voix (1,77 %)
    - Îles : 74 voix (1,17 %)
- Union des Wallisiens et Futuniens de Calédonie (parti « ethnique » s'adressant aux Wallisiens et Futuniens, neutre sur la question de l'indépendance) : 560 voix (1,12 %), aucun siège
  - Sud : 464 voix (1,92 %)
  - Ouest : 99 voix (0,93 %)

## Conséquences
La principale surprise de ce scrutin reste la percée importante de la FNSC avec près de 18 % des voix (dont 26,5 % dans le Sud et 23,9 % dans l'Ouest) et 7 élus. Cela permet aux anti-indépendantistes d'être largement majoritaires tout en privant le RPCR (40,2 %, 15 sièges) de la majorité absolue, le forçant à former une coalition. Le Front indépendantiste ne remporte finalement que 34,4 % des suffrages et 14 conseillers territoriaux. La FNSC réussit son pari de se constituer en parti pivot au sein de l'assemblée entre les deux grands blocs. 
Le 4 juillet 1979, Jean-Pierre Aïfa est élu à la présidence de la nouvelle Assemblée territoriale, se succédant à lui-même (il avait été élu précédemment le 23 novembre 1978 dans le cadre d'un accord avec l'UC). Le conseil de gouvernement, qui n'est plus élu à la proportionnelle mais au scrutin majoritaire par l'Assemblée (la liste arrivée en tête rafle l'ensemble des sièges), est remporté par la liste « Entente nationale » RPCR-FNSC menée par Dick Ukeiwé : sur sept membres, il comporte cinq RPCR (Dick Ukeiwé, Albert Etuvé, Pierre Frogier, Franck Wahuzue et Pierre Maresca) et deux FNSC (Georges Nagle et Stanley Camerlynck). Symbole du poids politique de la FNSC, celle-ci retire son soutien au partir de Jacques Lafleur et vote une motion de censure le 15 juin 1982 contre le conseil de gouvernement Ukeiwé, pour s'allier avec le Front indépendantiste. La liste « pour un Gouvernement de Réformes et de Développement » remporte le 18 juin 1982 l'élection du conseil de gouvernement (l'UC Jean-Marie Tjibaou qui en obtient la vice-présidence, l'UPM André Gopoea, le LKS Henri Bailly, la PSC Yvonne Hnada, les deux FNSC Stanley Camerlynck et Gaston Morlet et le RPCR Henri Wetta à titre personnel mais avec l'accord des dirigeants de son parti).